# Wiehe (Adelsgeschlecht)

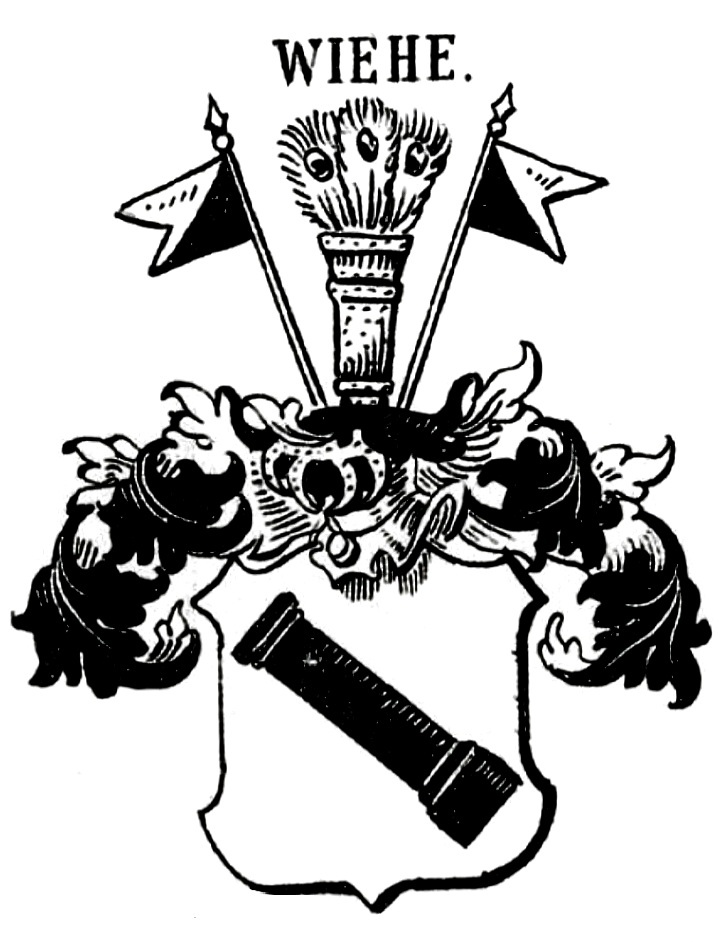
Wappen derer von Wiehe

Die von Wiehe, auch Wie oder Wy, waren ein altadeliges thüringisches, ritterliches Burgmannengeschlecht auf der gleichnamigen Burg Wiehe. Die Familie ist nicht zu verwechseln mit den Grafen von Rabenswald-Wiehe und den Schober Ritter von Wiehe.

## Familie
Im Jahre 1130 findet man einen Heinrich von Wiehe auf dem Reichstag zu Braunschweig. Bertoldus de Via war 1235 Zeuge, als der Ludolph von Altstedt dem Kloster Kapellendorf seine Behausung vermachte. Der 1231 und 1236 genannte Albrecht von Wiehe ist mit Sicherheit der Graf von Rabenswalde-Wiehe.
Der Familie zuzurechnen sind wohl der 1237 genannte Heinrich von Wie, Conversus in Pforta, sowie ein Cornelius miles de Wiehe und sein Sohn Conrad.
Ritter Heinrich von Wiehe und Friedrich von Wiehe sind 1257 Zeugen bei einer Schenkung Ludolphs von Verlstedt an das Kloster Ichtershausen. Theodoricus von Wi wird 1261 Zeuge bei einem Vergleich zwischen dem Kloster Hausdorf und den Gebrüdern Gotteshausen. 1270 werden Hermann, Friedrich und Hermann milites de Wihe, und 1280 Friedrich de Wihe als Kevernburgischer Vasall erwähnt. Heinrich von Wiehe und Friedrich von Wiehe kommen 1276 als Zeugen in den Verzichtsbriefen der Grafen Günther und Heinrich von Schwarzburg an das Klosters Ichtershausen vor.
Ein Ritter Heinrich von Wiehe wird 1325 als Zeuge in den Briefen zwischen Heinrich von Hohnstein und denen von Schlotheim beim Vorverkaufsrecht an Schlotheim genannt. Er ist Zeuge bei der Eheberedung 1338 zwischen Heinrich von Schwarzburg und der Agnese von Hohnstein. Bei der Erklärung der Urfede 1369 des Hermann Richens ist dieser auch Zeuge.
Im Kaufbrief von 1377 der Grafen Günther und Heinrich von Schwarzburg wird Heinrich von Wiehe aufgeführt. 1390 wird der Ritter Heinrich von Wiehe als schwarzburgischer Vasall genannt. Landgraf Balthasar in Thüringen verleiht 1393 Albrecht und Conrad von Wiehe die Güter und Zinsen zu Utenhusen und Buttstädt. Ein Albrecht von Wiehe zu Westhausen tritt 1412 als Bürge des Grafen Heinrich von Schwarzburg, Herrn zu Arnstadt und Sondershausen auf. 1415 verkaufte Albrecht von Wiehe einige Güter zu Gebesee an Heinrich von Doringhusen, Domherr zu Erfurt. Ein Albertus de Wyhe war 1460 Domherr zu Erfurt. 1452 belehnt Herzog Wilhelm von Sachsen die Brüder Ludwig und Dietrich von Wiehe mit den Grundstücken zu Gebesee, Utenhusen und Weissensee.
Die Gebrüder Heinrich und Otto von Wiehe lebten 1497 auf Herbsleben. Von 1509 bis 1531 hat Heinrich von Wiehe, Hauptmann des Landes Jerichow und Rat des Erzbischofes von Magdeburg, die Loburg als Pfandbesitz inne. 1536 erhält Heinrich von Wiehe das Schloss Burgscheidungen als Anhaltisches Afterlehn.
Der edle, ehrenfeste und gestrenge Christoffel von Wiehe starb am 17. Juni 1580 auf Burgscheidungen und seinen Leichenstein findet man in der Kirche zu Burgscheidungen. Seine Ehefrau Magdalene von Saldern (* 1514), Tochter von Jacob von Saldern und der Margarete von Dorstedt, ist dort auch begraben.
Am 13. Juli 1629 verstirbt mit Ludwig Friedrich von Wiehe zu Burgscheidungen, Sohn des Christoph Wolf von Wiehe, der Letzte des Geschlechtes.

## Wappen

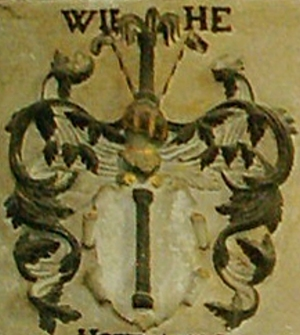
Wappen derer von Wiehe

Blasonierung: „Auf silbernem Schild eine schräg liegende oder stehende schwarze Säule (ursprünglich ein Mühleisen). Auf dem Helm ein köcherartiger, oben mit fünf Pfauenfedern besteckter Spickel, zwischen zwei oben spitzigen Fähnlein deren erste schräglinks, die andere schräg geteilt ist. Die Decken sind Schwarz Weiß.“
Die Familie von Wiehe ist mit den von Zenge und von Kutzleben stammes- und wappenverwandt.